# Epipedocera subnitida
Epipedocera subnitida är en skalbaggsart som beskrevs av Maurice Pic 1943. Epipedocera subnitida ingår i släktet Epipedocera och familjen långhorningar.
Artens utbredningsområde är Laos. Inga underarter finns listade i Catalogue of Life.